# Memoria Vetusta II: Dialogue with the Stars
Memoria Vetusta II: Dialogue with the Stars er det syvende studiealbum fra det franske black metal-band Blut aus Nord, udgivet i 2009. Det er det andet i en række af albums udgivet under "Memoria Vetusta"-navnet (latin for "det gamle minde").

## Spor
1. "Acceptance (Aske)" - 1:30
2. "Disciple's Libration (Lost in the Nine Worlds)" - 9:07
3. "The Cosmic Echoes of Non-Matter (Immaterial Voices of the Fathers)	" - 6:30
4. "Translucent Body of Air (Sutta Anapanasati)" - 2:24
5. "The Formless Sphere (Beyond the Reason)" - 7:54
6. "...the Meditant (Dialogue with the Stars)" - 10:14
7. "The Alcove of Angels (Vipassana)" - 8:44
8. "Antithesis of the Flesh (...and Then Arises a New Essence)" - 9:28
9. "Elevation" - 4:11